# Приєднані функції Лежандра
Приєднані функції Лежандра — канонічні розв'язки узагальненого рівняння Лежандра
{\displaystyle (1-x^{2}){\frac {d^{2}}{dx^{2}}}P_{\ell }^{m}(x)-2x{\frac {d}{dx}}P_{\ell }^{m}(x)+\left[\ell (\ell +1)-{\frac {m^{2}}{1-x^{2}}}\right]P_{\ell }^{m}(x)=0},
або
{\displaystyle {\frac {d}{dx}}\left[(1-x^{2}){\frac {d}{dx}}P_{\ell }^{m}(x)\right]+\left[\ell (\ell +1)-{\frac {m^{2}}{1-x^{2}}}\right]P_{\ell }^{m}(x)=0},
де індекси ℓ та m називають степінню та порядком, відповідно. У разі, коли ℓ ціле, а m — не тільки ціле, а парне ці функції зводяться до поліномів Лежандра, томі їх часто неформально називають приєднаними поліномами Лежандра, хоча для довільних ℓ та m вони поліномами не є. Загалом узагальнене рівняння Лежандра має аналітичний розв'язок на інтревалі on [−1, 1] лише для цілих ℓ та m.
Рівняння Лежандра часто зустрічається фізиці та суміжних дисциплінах. Зокрема вони виникають при розв'язанні рівняння Лапласа в сферичній системі координат. Вони важливі для визначення сферичних гармонік.

## Означення для невід'ємних цілих значень ℓ таm
Розв'язки поначаються {\displaystyle P_{\ell }^{m}(x)}, де m — верхній індекс. Налегше їх визначити як похідні від поліномів Лежандра (m ≥ 0)
{\displaystyle P_{\ell }^{m}(x)=(-1)^{m}\ (1-x^{2})^{m/2}\ {\frac {d^{m}}{dx^{m}}}\left(P_{\ell }(x)\right)\,}
Іноді множник (−1)m у визначенні опускають.
Визначені так функції задовольняють узагальнене рівняння Лежандра, учому можна переконатися взявши m похідну від рівняння Лежандра для поліномів Pℓ:
{\displaystyle (1-x^{2}){\frac {d^{2}}{dx^{2}}}P_{\ell }(x)-2x{\frac {d}{dx}}P_{\ell }(x)+\ell (\ell +1)P_{\ell }(x)=0.}
Враховуючи формулу Родріга,
{\displaystyle P_{\ell }(x)={\frac {1}{2^{\ell }\,\ell !}}\ {\frac {d^{\ell }}{dx^{\ell }}}\left[(x^{2}-1)^{\ell }\right],}
Pm
ℓ можна записати у вигляді
{\displaystyle P_{\ell }^{m}(x)={\frac {(-1)^{m}}{2^{\ell }\ell !}}(1-x^{2})^{m/2}\ {\frac {d^{\ell +m}}{dx^{\ell +m}}}(x^{2}-1)^{\ell }.}
Це рівняння дозволяє розширити діапозон значень m до: −ℓ ≤ m ≤ ℓ. Означення Pℓ±m, що слідує з цього виразу після заміни ±m, пропрціональні між собою. Справді, прирівняюючи коефіцієнти при однакових степенях у правій та лівій частині формули
{\displaystyle {\frac {d^{\ell -m}}{dx^{\ell -m}}}(x^{2}-1)^{\ell }=c_{lm}(1-x^{2})^{m}{\frac {d^{\ell +m}}{dx^{\ell +m}}}(x^{2}-1)^{\ell },}
стала пропорційносі визначається як
{\displaystyle c_{lm}=(-1)^{m}{\frac {(\ell -m)!}{(\ell +m)!}},}
тож
{\displaystyle P_{\ell }^{-m}(x)=(-1)^{m}{\frac {(\ell -m)!}{(\ell +m)!}}P_{\ell }^{m}(x).}

### Альтернативне позначення
У літературі також використовується позначення:
{\displaystyle P_{\ell m}(x)=(-1)^{m}P_{\ell }^{m}(x)}

## Ортогональність
У межах 0 ≤ m ≤ ℓ, функції задовольняють умову ортогональності для фіксованих m:
{\displaystyle \int _{-1}^{1}P_{k}^{m}P_{\ell }^{m}dx={\frac {2(\ell +m)!}{(2\ell +1)(\ell -m)!}}\ \delta _{k,\ell },}
де δk, ℓ — символ Кронекера.
Вони також задовольняють умову ортогональності при фіксованих ℓ:
{\displaystyle \int _{-1}^{1}{\frac {P_{\ell }^{m}P_{\ell }^{n}}{1-x^{2}}}dx={\begin{cases}0&{\mbox{if }}m\neq n\\{\frac {(\ell +m)!}{m(\ell -m)!}}&{\mbox{if }}m=n\neq 0\\\infty &{\mbox{if }}m=n=0\end{cases}}.}

## Від'ємніmта/або від'ємні ℓ
Диференційне рівняння інваріантне щодо зміни знаку m.
Функції при від'ємних m пропорційні визначеним при додатних m:
{\displaystyle P_{\ell }^{-m}=(-1)^{m}{\frac {(\ell -m)!}{(\ell +m)!}}P_{\ell }^{m}}
Якщо {\displaystyle {\mid }m{\mid }>\ell \,} то {\displaystyle P_{\ell }^{m}=0.\,}
Диференційне рівняння не зміюється також при заміні ℓ на
−ℓ − 1, тому функції при від'ємних ℓ визначаються як
{\displaystyle P_{-\ell }^{m}=P_{\ell -1}^{m},\ (\ell =1,\,2,\,...)}.

## Парність
З означення випливає, що приєднані функції Лежандра або парні або непарні
{\displaystyle P_{\ell }^{m}(-x)=(-1)^{\ell +m}P_{\ell }^{m}(x)}

## Перші кілька приєднаних функцій Лежандра
Перші кілька приєднаних функцій Лежандра включно з від'ємними значеннями m:
{\displaystyle P_{0}^{0}(x)=1}
{\displaystyle P_{1}^{-1}(x)=-{\begin{matrix}{\frac {1}{2}}\end{matrix}}P_{1}^{1}(x)}
{\displaystyle P_{1}^{0}(x)=x}
{\displaystyle P_{1}^{1}(x)=-(1-x^{2})^{1/2}}
{\displaystyle P_{2}^{-2}(x)={\begin{matrix}{\frac {1}{24}}\end{matrix}}P_{2}^{2}(x)}
{\displaystyle P_{2}^{-1}(x)=-{\begin{matrix}{\frac {1}{6}}\end{matrix}}P_{2}^{1}(x)}
{\displaystyle P_{2}^{0}(x)={\begin{matrix}{\frac {1}{2}}\end{matrix}}(3x^{2}-1)}
{\displaystyle P_{2}^{1}(x)=-3x(1-x^{2})^{1/2}}
{\displaystyle P_{2}^{2}(x)=3(1-x^{2})}
{\displaystyle P_{3}^{-3}(x)=-{\begin{matrix}{\frac {1}{720}}\end{matrix}}P_{3}^{3}(x)}
{\displaystyle P_{3}^{-2}(x)={\begin{matrix}{\frac {1}{120}}\end{matrix}}P_{3}^{2}(x)}
{\displaystyle P_{3}^{-1}(x)=-{\begin{matrix}{\frac {1}{12}}\end{matrix}}P_{3}^{1}(x)}
{\displaystyle P_{3}^{0}(x)={\begin{matrix}{\frac {1}{2}}\end{matrix}}(5x^{3}-3x)}
{\displaystyle P_{3}^{1}(x)=-{\begin{matrix}{\frac {3}{2}}\end{matrix}}(5x^{2}-1)(1-x^{2})^{1/2}}
{\displaystyle P_{3}^{2}(x)=15x(1-x^{2})}
{\displaystyle P_{3}^{3}(x)=-15(1-x^{2})^{3/2}}
{\displaystyle P_{4}^{-4}(x)={\begin{matrix}{\frac {1}{40320}}\end{matrix}}P_{4}^{4}(x)}
{\displaystyle P_{4}^{-3}(x)=-{\begin{matrix}{\frac {1}{5040}}\end{matrix}}P_{4}^{3}(x)}
{\displaystyle P_{4}^{-2}(x)={\begin{matrix}{\frac {1}{360}}\end{matrix}}P_{4}^{2}(x)}
{\displaystyle P_{4}^{-1}(x)=-{\begin{matrix}{\frac {1}{20}}\end{matrix}}P_{4}^{1}(x)}
{\displaystyle P_{4}^{0}(x)={\begin{matrix}{\frac {1}{8}}\end{matrix}}(35x^{4}-30x^{2}+3)}
{\displaystyle P_{4}^{1}(x)=-{\begin{matrix}{\frac {5}{2}}\end{matrix}}(7x^{3}-3x)(1-x^{2})^{1/2}}
{\displaystyle P_{4}^{2}(x)={\begin{matrix}{\frac {15}{2}}\end{matrix}}(7x^{2}-1)(1-x^{2})}
{\displaystyle P_{4}^{3}(x)=-105x(1-x^{2})^{3/2}}
{\displaystyle P_{4}^{4}(x)=105(1-x^{2})^{2}}
{\displaystyle P_{5}^{-5}(x)={1 \over 3840}\left({\sqrt {1-x^{2}}}\right)^{5}}
{\displaystyle P_{5}^{-4}(x)={1 \over 384}\left({\sqrt {1-x^{2}}}\right)^{4}x}
{\displaystyle P_{5}^{-3}(x)={1 \over 384}\left({\sqrt {1-x^{2}}}\right)^{3}(9x^{2}-1)}
{\displaystyle P_{5}^{-2}(x)={1 \over 16}\left({\sqrt {1-x^{2}}}\right)^{2}(3x^{3}-1x)}
{\displaystyle P_{5}^{-1}(x)={1 \over 16}\left({\sqrt {1-x^{2}}}\right)(21x^{4}-14x^{2}+1)}
{\displaystyle P_{5}^{0}(x)={1 \over 8}(63x^{5}-70x^{3}+15x)}
{\displaystyle P_{5}^{1}(x)={-15 \over 8}\left({\sqrt {1-x^{2}}}\right)(21x^{4}-14x^{2}+1)}
{\displaystyle P_{5}^{2}(x)={105 \over 2}\left({\sqrt {1-x^{2}}}\right)^{2}(3x^{3}-1x)}
{\displaystyle P_{5}^{3}(x)={-105 \over 2}\left({\sqrt {1-x^{2}}}\right)^{3}(9x^{2}-1)}
{\displaystyle P_{5}^{4}(x)=945\left({\sqrt {1-x^{2}}}\right)^{4}x}
{\displaystyle P_{5}^{5}(x)=-945\left({\sqrt {1-x^{2}}}\right)^{5}}

## Рекурентні співвідношення
Функції Лежандра задовольняють рекурентним співвідношенням:
{\displaystyle (\ell -m+1)P_{\ell +1}^{m}(x)=(2\ell +1)xP_{\ell }^{m}(x)-(\ell +m)P_{\ell -1}^{m}(x)}
{\displaystyle 2mxP_{\ell }^{m}(x)=-{\sqrt {1-x^{2}}}\left[P_{\ell }^{m+1}(x)+(\ell +m)(\ell -m+1)P_{\ell }^{m-1}(x)\right]}
{\displaystyle {\frac {1}{\sqrt {1-x^{2}}}}P_{\ell }^{m}(x)={\frac {-1}{2m}}\left[P_{\ell -1}^{m+1}(x)+(\ell +m-1)(\ell +m)P_{\ell -1}^{m-1}(x)\right]}
{\displaystyle {\frac {1}{\sqrt {1-x^{2}}}}P_{\ell }^{m}(x)={\frac {-1}{2m}}\left[P_{\ell +1}^{m+1}(x)+(\ell -m+1)(\ell -m+2)P_{\ell +1}^{m-1}(x)\right]}
{\displaystyle {\sqrt {1-x^{2}}}P_{\ell }^{m}(x)={\frac {1}{2\ell +1}}\left[(\ell -m+1)(\ell -m+2)P_{\ell +1}^{m-1}(x)-(\ell +m-1)(\ell +m)P_{\ell -1}^{m-1}(x)\right]}
{\displaystyle {\sqrt {1-x^{2}}}P_{\ell }^{m}(x)={\frac {1}{2\ell +1}}\left[-P_{\ell +1}^{m+1}(x)+P_{\ell -1}^{m+1}(x)\right]}
{\displaystyle {\sqrt {1-x^{2}}}P_{\ell }^{m+1}(x)=(\ell -m)xP_{\ell }^{m}(x)-(\ell +m)P_{\ell -1}^{m}(x)}
{\displaystyle {\sqrt {1-x^{2}}}P_{\ell }^{m+1}(x)=(\ell -m+1)P_{\ell +1}^{m}(x)-(\ell +m+1)xP_{\ell }^{m}(x)}
{\displaystyle {\sqrt {1-x^{2}}}{\frac {d}{dx}}{P_{\ell }^{m}}(x)={\frac {1}{2}}\left[(\ell +m)(\ell -m+1)P_{\ell }^{m-1}(x)-P_{\ell }^{m+1}(x)\right]}
{\displaystyle (1-x^{2}){\frac {d}{dx}}{P_{\ell }^{m}}(x)={\frac {1}{2\ell +1}}\left[(\ell +1)(\ell +m)P_{\ell -1}^{m}(x)-\ell (\ell -m+1)P_{\ell +1}^{m}(x)\right]}
{\displaystyle (x^{2}-1){\frac {d}{dx}}{P_{\ell }^{m}}(x)={\ell }xP_{\ell }^{m}(x)-(\ell +m)P_{\ell -1}^{m}(x)}
{\displaystyle (x^{2}-1){\frac {d}{dx}}{P_{\ell }^{m}}(x)=-(\ell +1)xP_{\ell }^{m}(x)+(\ell -m+1)P_{\ell +1}^{m}(x)}
{\displaystyle (x^{2}-1){\frac {d}{dx}}{P_{\ell }^{m}}(x)={\sqrt {1-x^{2}}}P_{\ell }^{m+1}(x)+mxP_{\ell }^{m}(x)}
{\displaystyle (x^{2}-1){\frac {d}{dx}}{P_{\ell }^{m}}(x)=-(\ell +m)(\ell -m+1){\sqrt {1-x^{2}}}P_{\ell }^{m-1}(x)-mxP_{\ell }^{m}(x)}
Корисні тотожності (початкові значення для рекурсії):
{\displaystyle P_{\ell +1}^{\ell +1}(x)=-(2\ell +1){\sqrt {1-x^{2}}}P_{\ell }^{\ell }(x)}
{\displaystyle P_{\ell }^{\ell }(x)=(-1)^{\ell }(2\ell -1)!!(1-x^{2})^{(\ell /2)}}
{\displaystyle P_{\ell +1}^{\ell }(x)=x(2\ell +1)P_{\ell }^{\ell }(x)} — де !! позначає подвійний факторіал.

## Формула Гонта
Інтеграл від добутку трьох приєднаних поліномів Лежандра з порядками вказаними нижче має значення для розкладу добутку поліномів Лежандра в лінійні ряди поліномів. Наприклад, у цьому виникає потреба при атомних розрахунках, які використовують матричні елементи від кулонівського оператора в методі Гартрі-Фока. Цій меті відповідає формула Гонта
| {\displaystyle {\frac {1}{2}}\int _{-1}^{1}P_{l}^{u}(x)P_{m}^{v}(x)P_{n}^{w}(x)dx=} | {\displaystyle (-1)^{s-m-w}{\frac {(m+v)!(n+w)!(2s-2n)!s!}{(m-v)!(s-l)!(s-m)!(s-n)!(2s+1)!}}}              |
|                                                                                     | {\displaystyle \times \ \sum _{t=p}^{q}(-1)^{t}{\frac {(l+u+t)!(m+n-u-t)!}{t!(l-u-t)!(m-n+u+t)!(n-w-t)!}}} |

Ця формула використовується за умови виконання наступних припущень:
1. степені невід'ємні цілі числа {\displaystyle l,m,n\geq 0},
2. {\displaystyle u,v,w\geq 0} — невід'ємні цілі,
3. {\displaystyle u} — найбільший зі степенів
4. у сумі степені дають {\displaystyle u=v+w}
5. порядки задовольняють умові {\displaystyle m\geq n}

Інші величини у формулі означені так:
{\displaystyle \ 2s=l+m+n}
{\displaystyle \ p=\max(0,\,n-m-u)}
{\displaystyle \ q=\min(m+n-u,\,l-u,\,n-w)}
Інтеграл дорівнює нулю, якщо не виконується наступне:
1. сума всіх степенів парна, тож {\displaystyle s} є цілим числом
2. задовольняється умова трикутника: {\displaystyle m+n\geq l\geq m-n}.

Донг та Лемю (2002) узагальнили доведення цієї формули на інтеграли від добутку довільного числа приєднаних поліномів Лежандра.

## Узагальнення через гіпергеометричну функцію
Функції можна визначити для довільних комплексних параметрів та аргументів:
{\displaystyle P_{\lambda }^{\mu }(z)={\frac {1}{\Gamma (1-\mu )}}\left[{\frac {1+z}{1-z}}\right]^{\mu /2}\,_{2}F_{1}(-\lambda ,\lambda +1;1-\mu ;{\frac {1-z}{2}})}
де {\displaystyle \Gamma } — гамма-функція, а {\displaystyle _{2}F_{1}} — гіпергеометрична функція:
{\displaystyle \,_{2}F_{1}(\alpha ,\beta ;\gamma ;z)={\frac {\Gamma (\gamma )}{\Gamma (\alpha )\Gamma (\beta )}}\sum _{n=0}^{\infty }{\frac {\Gamma (n+\alpha )\Gamma (n+\beta )}{\Gamma (n+\gamma )\ n!}}z^{n},}
За такого загального означення функції однозначно називають функціями Лежандра. Вони задовольняють тому ж диференційному рівнянню:
{\displaystyle (1-z^{2})\,y''-2zy'+\left(\lambda [\lambda +1]-{\frac {\mu ^{2}}{1-z^{2}}}\right)\,y=0.\,}
Оскільки це рівняння другого порядку, воно має ще один розв'язок
{\displaystyle Q_{\lambda }^{\mu }(z)}, визначений як:
{\displaystyle Q_{\lambda }^{\mu }(z)={\frac {{\sqrt {\pi }}\ \Gamma (\lambda +\mu +1)}{2^{\lambda +1}\Gamma (\lambda +3/2)}}{\frac {1}{z^{\lambda +\mu +1}}}(1-z^{2})^{\mu /2}\,_{2}F_{1}\left({\frac {\lambda +\mu +1}{2}},{\frac {\lambda +\mu +2}{2}};\lambda +{\frac {3}{2}};{\frac {1}{z^{2}}}\right)}
Як {\displaystyle P_{\lambda }^{\mu }(z)} так і {\displaystyle Q_{\lambda }^{\mu }(z)} задовольняють рекурентним формулам, наведеним раніше.

## Параметризація через кути
Приєднані функції Лежандра найбільше використовуються, коли їхнім арументом є кут. Після заміни {\displaystyle x=\cos \theta }:
{\displaystyle P_{\ell }^{m}(\cos \theta )=(-1)^{m}(\sin \theta )^{m}\ {\frac {d^{m}}{d(\cos \theta )^{m}}}\left(P_{\ell }(\cos \theta )\right)\,}
Використовуючи {\displaystyle (1-x^{2})^{1/2}=\sin \theta }, наведений вище перелік набирає форми:
{\displaystyle {\begin{aligned}P_{0}^{0}(\cos \theta )&=1\\[8pt]P_{1}^{0}(\cos \theta )&=\cos \theta \\[8pt]P_{1}^{1}(\cos \theta )&=-\sin \theta \\[8pt]P_{2}^{0}(\cos \theta )&={\tfrac {1}{2}}(3\cos ^{2}\theta -1)\\[8pt]P_{2}^{1}(\cos \theta )&=-3\cos \theta \sin \theta \\[8pt]P_{2}^{2}(\cos \theta )&=3\sin ^{2}\theta \\[8pt]P_{3}^{0}(\cos \theta )&={\tfrac {1}{2}}(5\cos ^{3}\theta -3\cos \theta )\\[8pt]P_{3}^{1}(\cos \theta )&=-{\tfrac {3}{2}}(5\cos ^{2}\theta -1)\sin \theta \\[8pt]P_{3}^{2}(\cos \theta )&=15\cos \theta \sin ^{2}\theta \\[8pt]P_{3}^{3}(\cos \theta )&=-15\sin ^{3}\theta \\[8pt]P_{4}^{0}(\cos \theta )&={\tfrac {1}{8}}(35\cos ^{4}\theta -30\cos ^{2}\theta +3)\\[8pt]P_{4}^{1}(\cos \theta )&=-{\tfrac {5}{2}}(7\cos ^{3}\theta -3\cos \theta )\sin \theta \\[8pt]P_{4}^{2}(\cos \theta )&={\tfrac {15}{2}}(7\cos ^{2}\theta -1)\sin ^{2}\theta \\[8pt]P_{4}^{3}(\cos \theta )&=-105\cos \theta \sin ^{3}\theta \\[8pt]P_{4}^{4}(\cos \theta )&=105\sin ^{4}\theta \end{aligned}}}
Ортогональність у цих позначеннях стає: для фіксованих m, {\displaystyle P_{\ell }^{m}(\cos \theta )} ортогоналіні в інтервалі зміни θ {\displaystyle [0,\pi ]} з вагою {\displaystyle \sin \theta }:
{\displaystyle \int _{0}^{\pi }P_{k}^{m}(\cos \theta )P_{\ell }^{m}(\cos \theta )\,\sin \theta \,d\theta ={\frac {2(\ell +m)!}{(2\ell +1)(\ell -m)!}}\ \delta _{k,\ell }}
Для фіксованих ℓ:
{\displaystyle \int _{0}^{\pi }P_{\ell }^{m}(\cos \theta )P_{\ell }^{n}(\cos \theta )\csc \theta \,d\theta ={\begin{cases}0&{\text{if }}m\neq n\\{\frac {(\ell +m)!}{m(\ell -m)!}}&{\text{if }}m=n\neq 0\\\infty &{\text{if }}m=n=0\end{cases}}}
Як функції від θ, {\displaystyle P_{\ell }^{m}(\cos \theta )} є розв'язками рівняння
{\displaystyle {\frac {d^{2}y}{d\theta ^{2}}}+\cot \theta {\frac {dy}{d\theta }}+\left[\lambda -{\frac {m^{2}}{\sin ^{2}\theta }}\right]\,y=0\,}
Точніше, для цілого m{\displaystyle \geq }0, наведене рівняння має розв'язки без особливостей тільки тоді, коли
{\displaystyle \lambda =\ell (\ell +1)\,} для цілих ℓ ≥ m, і ці розв'язки пропорційні
{\displaystyle P_{\ell }^{m}(\cos \theta )}.

## Застосування в фізиці: сферичні гармоніки
У фізиці приєднані поліноми Лежандра як функції кута зустрічаються в задачах зі сферичною симетрією. Крім полярного кута {\displaystyle \theta } в цих задачах фігурує кут {\displaystyle \varphi }. Функції цих двох кутів утворюють так звані сферичні гармоніки. Вони відображають симетрію дво-сфери під дією групи Лі SO(3).
Корисність цих функцій у тому, що вони є розв'язками рівняння
{\displaystyle \nabla ^{2}\psi +\lambda \psi =0} на поверхні сфери. У сферичних координатах θ та φ , Лапласіан має вигляд
{\displaystyle \nabla ^{2}\psi ={\frac {\partial ^{2}\psi }{\partial \theta ^{2}}}+{\text{ctg}}\theta {\frac {\partial \psi }{\partial \theta }}+{\text{cosec}}^{2}\theta {\frac {\partial ^{2}\psi }{\partial \varphi ^{2}}}.}
Якщо розв'язати рівняння в часткових похідних
{\displaystyle {\frac {\partial ^{2}\psi }{\partial \theta ^{2}}}+{\text{ctg}}\theta {\frac {\partial \psi }{\partial \theta }}+{\text{cosec}}^{2}\theta {\frac {\partial ^{2}\psi }{\partial \varphi ^{2}}}+\lambda \psi =0}
методом розділення змінних, залежна від φ частина має вигляд {\displaystyle \sin(m\varphi )} або {\displaystyle \cos(m\varphi )} для цілих m≥0, а рівняння для залежної від θ частини набирає вигляду
{\displaystyle {\frac {d^{2}y}{d\theta ^{2}}}+{\text{ctg}}\theta {\frac {dy}{d\theta }}+\left[\lambda -{\frac {m^{2}}{\sin ^{2}\theta }}\right]\,y=0\,}
розв'язками якого є {\displaystyle P_{\ell }^{m}(\cos \theta )} з {\displaystyle \ell \ {\geq }\ m}
та {\displaystyle \lambda =\ell (\ell +1)}.
Тому рівняння
{\displaystyle \nabla ^{2}\psi +\lambda \psi =0}
має сепарабельні розв'язки без особливостей лише тоді, коли {\displaystyle \lambda =\ell (\ell +1)}, і ці розв'язки пропорційні
{\displaystyle P_{\ell }^{m}(\cos \theta )\ \cos(m\varphi )\ \ \ \ 0\leq m\leq \ell }
та
{\displaystyle P_{\ell }^{m}(\cos \theta )\ \sin(m\varphi )\ \ \ \ 0<m\leq \ell .}
Для кожного ℓ існує 2ℓ + 1 функцій
з різними значеннями m та вибором синуса чи косинуса.
Усі вони ортогональні щодо ℓ та m при інтегруванні по поверхні сфери.
Зазвичай розв'язки записують через комплексні експоненти:
{\displaystyle Y_{\ell ,m}(\theta ,\varphi )={\sqrt {\frac {(2\ell +1)(\ell -m)!}{4\pi (\ell +m)!}}}\ P_{\ell }^{m}(\cos \theta )\ e^{im\varphi }\qquad -\ell \leq m\leq \ell .}
Функції {\displaystyle Y_{\ell ,m}(\theta ,\varphi )} називають сферичними гармоніками, а вираз у квадратних дужках є множником нормування. З означення приєднаних поліномів Лежандра для додатних та від'ємних m, легко доказати, що сферичні гармоніки задовольняють тотожність
{\displaystyle Y_{\ell ,m}^{*}(\theta ,\varphi )=(-1)^{m}Y_{\ell ,-m}(\theta ,\varphi ).}
Сферичні гармоніки утворюють повний ортонормований набір у сенсі рядів Фур'є. У геодезії, геомагнетизмі та спектральному аналізі використовуються інші фази та множники нормування.

## Узагальнення
Приєднані поліноми Лежандра тісно пов'язані з гіпергеометричними рядами. У формі сферичних гармонік вони відображають симетрію сфери Рімана щодо дії групи Лі SO(3). Поряд із SO(3) існує багато інших груп Лі, тож аналогіні поліноми відповідають симетріям напівпростих груп Лі та симетричним просторам Рімана. Грубо кажучи, можна записати лапласіан у симертричних просторах: тоді власні функції лапласіана можна вважати узагальненням поліномів Лежандра в інших умовах.

## Виноски
1. ↑  Courant та Hilbert, 1953, V, §10.
2. ↑  Abramowitz, Milton; Stegun, Irene Ann, ред. (1983). Chapter 8. Handbook of Mathematical Functions with Formulas, Graphs, and Mathematical Tables. Applied Mathematics Series. Т. 55 (вид. 9th). Washington D.C.; New York: United States Department of Commerce, National Bureau of Standards; Dover Publications. с. 332. ISBN 0-486-61272-4. LCCN 64-60036. MR 0167642. ISBN 978-0-486-61272-0. LCCN 6512253-{{{3}}}. {{cite book}}: Зовнішнє посилання в |title= (довідка)
3. ↑  From John C. Slater Quantum Theory of Atomic Structure, McGraw-Hill (New York, 1960), Volume I, page 309, which cites the original work of J. A. Gaunt, Philosophical Transactions of the Royal Society of London, A228:151 (1929)
4. ↑  Dong S.H., Lemus R., (2002), «The overlap integral of three associated Legendre polynomials», Appl. Math. Lett. 15, 541—546.
5. ↑  Ця тотожність також встановлює зв'язок із D-матрицями Вігнера і використовується при зміні в них напрямку часу. Співвідношення між приєднаними поліномами Лежандра з ±m можна показати з комплексного спряження сферичних гармонік.